# 龙头水库
龙头水库是中国吉林省辽源市东丰县境内的一座水库，位于横道河上，建于1962年。水库正常库容为654万立方米，集雨面积为45平方千米，海拔为400.75米。